# Vive la Fête
Vive la Fête (frz. für „es lebe die Feier“) ist eine belgische Band, die elektronische Independentmusik macht. Sie wurde 1997 von Danny Mommens und Els Pynoo in Gent gegründet.

## Geschichte
1997 taten sich der ehemalige dEUS-Bassist Danny Mommens und seine Freundin Els Pynoo zusammen, um eine durch den Electroclash und Electropop inspirierte Musik zu machen. Die meisten Stücke werden von Pynoo gesungen, Mommens spielt Gitarre und singt ebenfalls bei einigen Stücken. Später kamen Ben Brunin (Bass), Marc Requilé (Keyboard) und Jan D’Hooghe (Schlagzeug) hinzu. Bereits mit den ersten Alben Attaque Surprise (2000) und République Populaire (2001) konnten Vive la Fête unter anderem in der Modewelt Erfolge feiern, so komponierten sie etwa die Musik für die 2002 Chanel-Modenschauen.

## Diskografie
Alben
- 2000: Attaque Surprise (Surprise Records)
- 2001: République Populaire (Surprise Records)
- 2003: Nuit Blanche (Surprise Records)
- 2004: Attaque Populaire (Kompilation, Surprise Records)
- 2005: Grand Prix (Surprise Records)
- 2006: Vive les Remixes (Remix-Album)
- 2007: Jour de Chance (UWe)
- 2009: Disque d’Or (Firme de Disque)
- 2012: Produit de Belgique (Firme de Disque)
- 2013: 2013 (Firme de Disque)
- 2018: Destination Amour (Firme de Disque)
- 2021: Viva Alternativa (Firme de Disque)